# Phintella minor
Phintella minor är en spindelart som först beskrevs av Roger de Lessert 1925.  Phintella minor ingår i släktet Phintella och familjen hoppspindlar. Inga underarter finns listade i Catalogue of Life.